# Carex pseudosadoensis
Carex pseudosadoensis är en halvgräsart som beskrevs av Shigeo Akiyama. Carex pseudosadoensis ingår i släktet starrar, och familjen halvgräs. Inga underarter finns listade i Catalogue of Life.